# École littéraire de Québec
L’École littéraire de Québec (aussi appelée École patriotique de Québec) est un groupe de littéraires canadiens-français actif au XIXe siècle à Québec, centré autour de la publication de deux recueils littéraires périodiques : Les Soirées canadiennes (1861-1865) et Le Foyer canadien (1863-1865). Ayant pour but d'accroître l'importance de la jeune littérature franco-canadienne, l'École tire son inspiration des racines catholiques et conservatrices du Canada français, un style plus romantique que celui des libéraux de l'Institut canadien de Montréal. Animé par l'abbé Henri-Raymond Casgrain, le mouvement réunissait des auteurs tels que Joseph-Charles Taché, Antoine Gérin-Lajoie et Hubert LaRue. Ils se réunissaient dans la librairie du poète Octave Crémazie.
Pamphile Le May, aussi actif dans l'École, a traduit le poème Evangéline de Longfellow dans cet esprit littéraire patriotique, en changeant plusieurs éléments pour bonifier l'aspect canadien-français. Cette version de l'œuvre sur la Déportation des Acadiens a fortement influencé la Renaissance acadienne, ravivant la mémoire de la Déportation chez les communautés acadiennes des Maritimes. Rameau de Saint-Père, premier historien qui a rapporté sur les populations acadiennes du Canada, était aussi lié à l'École littéraire de Québec ; c'est en lisant la traduction d'Évangéline de Le May qu'il a appris sur l'existence de ces communautés.
La relève du mouvement deviendra l'École littéraire de Montréal, institutionnalisée en 1895.